# Les Magnils-Reigniers
Les Magnils-Reigniers is een gemeente in het Franse departement Vendée (regio Pays de la Loire) en telt 1433 inwoners (2004). De plaats maakt deel uit van het arrondissement Fontenay-le-Comte.

## Geografie
De oppervlakte van Les Magnils-Reigniers bedraagt 17,9 km², de bevolkingsdichtheid is 80,1 inwoners per km².
De onderstaande kaart toont de ligging van Les Magnils-Reigniers met de belangrijkste infrastructuur en aangrenzende gemeenten.

## Demografie
Onderstaande figuur toont het verloop van het inwonertal (bron: INSEE-tellingen).

1. ↑  Populations de référence 2022.